# 新里站 (群馬縣)

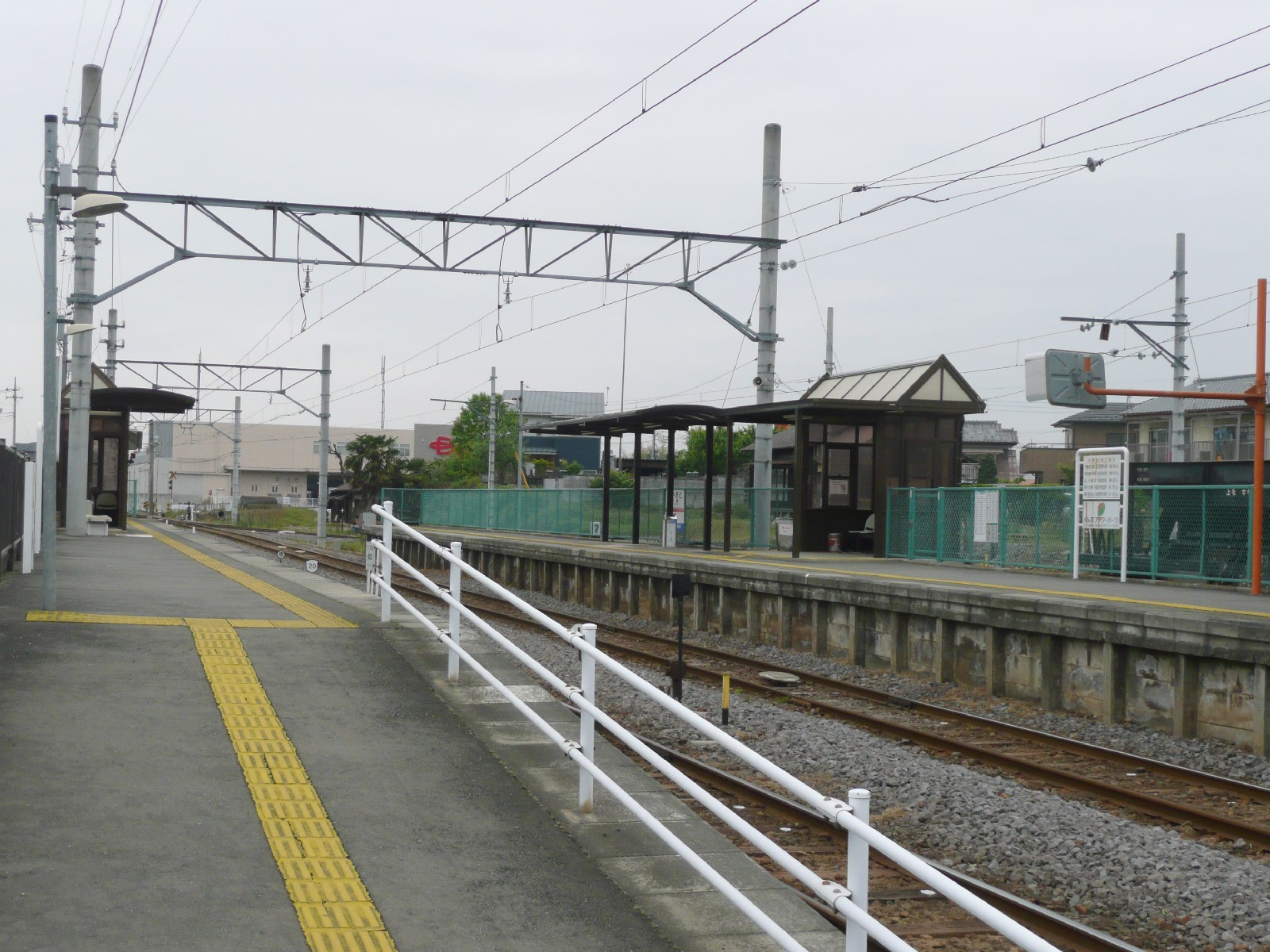
月台（2009年5月）

新里站（日语：／ Niisato eki */?）是位於群馬縣桐生市新里町小林126番1號，上毛電氣鐵道的上毛線車站。

## 歷史
- 1928年（昭和3年）11月10日 - 武井站啟用[1]。
- 1948年（昭和23年）5月1日 - 車站遷移至現地，並改名為新里站。
- 1998年（平成10年）3月27日 - 現時的車站大樓開始使用。

## 車站構造
此站是地面車站，設有2面2線的相對式月台。在特定日子為有人車站。
此站為上毛線可上下行列車交會車站中，唯一設有相對式月台的車站。另外北邊設有1條維護路軌線。

### 月台
| 月台         | 路線    | 方向               |
| ------------ | ------- | ------------------ |
| 車站大樓一方 | ■上毛線 | 赤城、西桐生方向   |
| 車站大樓對面 | ■上毛線 | 大胡、中央前橋方向 |

## 使用狀況
以下為近年使用狀況數據。
| 上下車人次變化     | 上下車人次變化 |
| 年度               | 1日平均人次    |
| ------------------ | -------------- |
| 2009年（平成21年） | 389            |
| 2010年（平成22年） | 414            |
| 2011年（平成23年） | 418            |
| 2012年（平成24年） | 408            |
| 2013年（平成25年） | 402            |
| 2014年（平成26年） | 381            |
| 2015年（平成27年） | 346            |
| 2016年（平成28年） | 357            |
| 2017年（平成29年） | 343            |
| 2018年（平成30年） | 361            |
| 2019年（令和元年） | 371            |

## 車站周邊
- 桐生市新里綜合中心（桐生市政廳（日语：桐生市役所）新里分所，舊・新里村（日语：新里村 (群馬県)）公所）
- 桐生市新里町保健文化中心
- 新里鄉土資料館
- 新里郵局

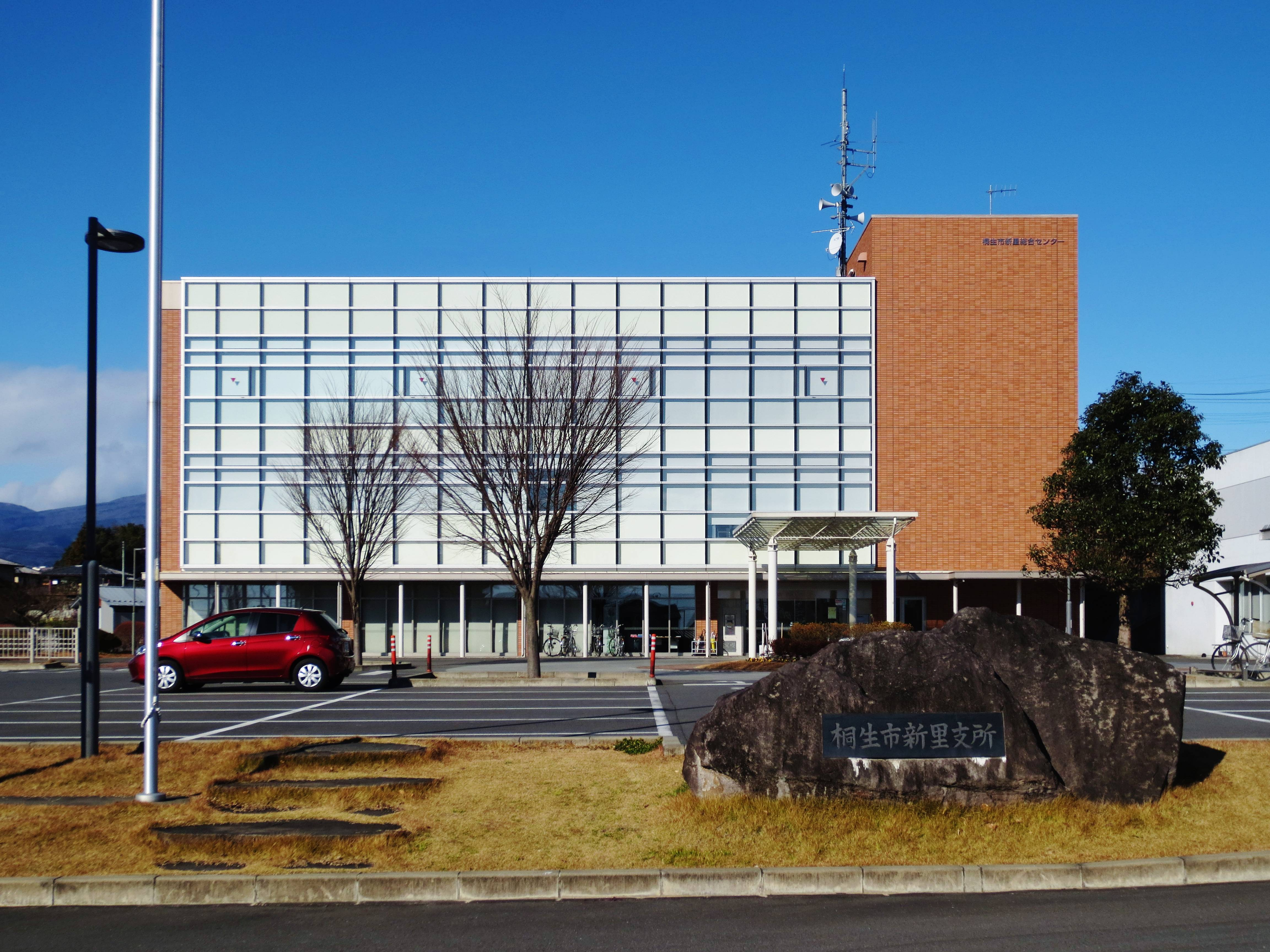
新里綜合中心

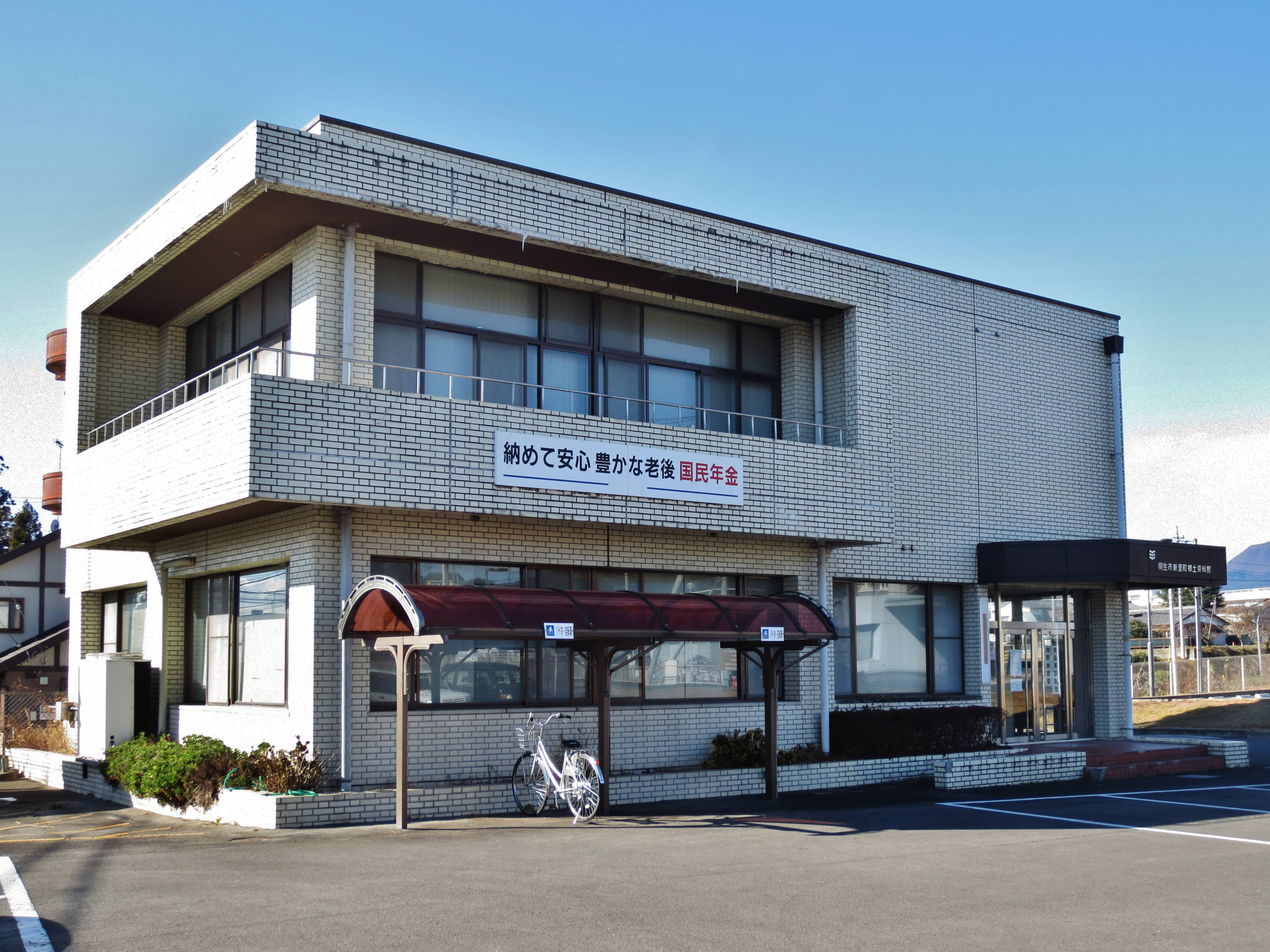
新里鄉土資料館

- 加勒比海灘（日语：カリビアンビーチ） - 2.6公里（步行33分鐘）
- 東雲信用金庫（日语：しののめ信用金庫） 新里分店
- 群馬未來農業協同組合 新里分所
- Beisia（日语：ベイシア） 新里店
- 群馬昆蟲之森（日语：ぐんま昆虫の森） - 車站轉乘巴士乘坐5分鐘。

## 相鄰車站
上毛電氣鐵道
上毛線
膳－新里－新川

## 注腳
1. ↑  「地方鉄道運輸開始」『官報』1928年11月19日（國立國會圖書館數碼化收藏）
2. ↑  市内鉄道の年間乗降客数（日語） 的存檔，存档日期2014年11月29日，. - 桐生市

## 外部連結
- 上毛電氣鐵道　沿線資訊 （页面存档备份，存于）（日語）